# Rudolf Tomaschek
Rudolf Karl Anton Tomaschek (23 de diciembre de 1895, Budweis, Bohemia – 8 de febrero de 1966, Breitbrunn am Chiemsee) fue un físico experimental alemán, especializado en los campos de la fosforescencia, la fluorescencia y los efectos de la gravitación relacionados con las mareas. Era partidario de la deutsche Physik (un movimiento antisemita que propició la expulsión de científicos de origen judío de las universidades de Alemania en la época del nacionalsocialismo), lo que provocó que se le suspendiera de sus puestos universitarios después de la Segunda Guerra Mundial. De 1948 a 1954 trabajó en Inglaterra para la Anglo-Iranian Oil Company (AIOC). En 1954, cuando la AIOC se convirtió en British Petroleum (BP), volvió a Alemania para presidir la Comisión Permanente de las Mareas.

## Educación
De 1913 a 1918, Tomaschek estudió en la Universidad Carolina. Obtuvo su doctorado a principios de la década de 1920 bajo la dirección de Philipp Lenard en la Universidad de Heidelberg, donde se convirtió en su asistente. Completó su habilitación también con Lenard en 1924.

## Carrera
A partir de 1921, llevó a cabo varios experimentos de deriva del éter, repeticiones del experimento de Michelson y Morley y del experimento de Trouton y Noble, cuyo resultado negativo apoyó aún más la teoría de la relatividad especial de Albert Einstein, aunque Tomaschek era un crítico de esa teoría.
En noviembre de 1926 pasó a trabajar en la Technische Hochschule München (actualmente Universidad Técnica de Múnich) y luego se trasladó a la Universidad de Marburgo, donde fue nombrado profesor extraordinario de física experimental a finales de 1927. A partir de 1934 dirigió el departamento de física de la Escuela Técnica Superior de Dresde (actualmente la Universidad Politécnica de Dresde). De 1939 a 1945 ejerció como profesor ordinario y director del departamento de física de la Escuela Técnica Superior de Múnich.
Tomaschek era partidario de la deutsche Physik, un movimiento antisemita y contrario a la revolución que se estaba produciendo por entonces en la física teórica. Tal como se aplicaron en el entorno universitario, los factores políticos tuvieron prioridad sobre el concepto históricamente aplicado de capacidad académica, a pesar de que dos de los partidarios más destacados del movimiento fueron los premios Nobel en física Philipp Lenard y Johannes Stark. Cuando Adolf Hitler se convirtió en Canciller de Alemania el 30 de enero de 1933, el concepto y el movimiento adquirieron más apoyo y fervor. Los partidarios de la "deutsche Physik" lanzaron feroces ataques contra destacados físicos teóricos, incluidos Arnold Sommerfeld y Werner Heisenberg.
Fue en el verano de 1940 cuando Wolfgang Finkelnburg se convirtió en director interino de la Nationalsozialistischer Deutscher Dozentenbund (NSDDB, la Liga Nacionalsocialista de Profesores Universitarios Alemanes) en la Escuela Técnica Superior de Darmstadt (actualmente, Universidad Técnica de Darmstadt). Como tal, organizó la Münchner Religionsgespräche, que tuvo lugar el 15 de noviembre de 1940. El evento fue una ofensiva contra el movimiento "deutsche Physik". Finkelnburg invitó a cinco representantes a exponer argumentos a favor de la física teórica y de las decisiones académicas basadas en la capacidad más que en la política: Carl Friedrich von Weizsäcker, Otto Scherzer, Georg Joos, Otto Heckmann y Hans Kopfermann. Alfons Bühl, partidario de la "deutsche Physik", invitó a Harald Volkmann, Bruno Thüring, Wilhelm Müller, Rudolf Tomaschek y Ludwig Wesch. El debate fue dirigido por Gustav Borer, con Herbert Stuart y Johannes Malsch como observadores. Si bien el resultado del evento en el plano técnico no fue especialmente brillante, se convirtió en una victoria política contra la "deutsche Physik" y señaló la disminución de la influencia del movimiento dentro del Reich alemán.
En 1945, la autoridad de ocupación aliada en Alemania suspendió a Tomaschek de sus cargos en la Universidad de Múnich, siendo sucedido por Georg Joos en septiembre de 1946.
De 1948 a 1954 trabajó para la Anglo-Iranian Oil Company (AIOC) en la Estación de Investigación de Kirklington Hall, cerca de Newark, Inglaterra. La AIOC pasó a ser British Petroleum en 1954. Tras volver a Alemania, a partir de 1954 comenzó a trabajar para la compañía Breitbrunn am Chiemsee en Baviera, donde continuó sus actividades de investigación, siendo nombrado presidente de la Comisión Permanente de las Mareas.

## Libros
- De 1933 a 1945, Tomaschek revisó las ediciones del Lehrbuch der Physik de Ernst Grimsehl. Zum Gebrauch beim Unterricht neben akademischen Vorlesungen und zum Selbststudium (Teubner), a partir de la octava edición.[13]
- Rudolf Tomaschek Die Messungen der zeitlichen Änderung der Schwerkraft (Springer 1937)
- Rudolf Tomaschek Leuchten und Struktur fester Stoffe (Oldenbourg, 1943)
- Rudolf Tomaschek Kosmische Kraftfelder und astrale Einflüsse (Ebertin 1959)
- Rudolf Tomaschek Probleme der Erdgezeitenforschung (Bayerische Akademie der Wissenschaften 1956)

## Publicaciones
- Alfred Eckert y Rudolf Tomaschek Zur Kenntnis des Mesonaphtobianthrons, Monatshefte für Chemie / Chemical Monthly Volumen 39, Número 10 (1918). Los autores fueron citados como afiliados al Chemischen Laboratorium der k. k. Deutschen Universität Prag, Tschechoslowakei.
- Rudolf Tomaschek Zur Kenntnis der Borsäurefosfatore, Annalen der Physik Volumen 372, Número 5, págs. 612–648 (1922)
- Rudolf Tomaschek Über das Verhalten des Lichtes außerirdischer Lichtquellen, Annalen der Physik Volumen 378, Número 1, págs. 105-126 (1924)
- Rudolf Tomaschek Über die Phosphoreszenzeigenschaften der seltenen Erden in Erdalkaliphoren. I, Annalen der Physik, volumen 380, número 18, págs. 109-142 (1924)
- R. Tomaschek Über die Aberration, Zeitschrift für Physik Volumen 32, Número 1 (1925). Se cita que el autor se encuentra en Heidelberg. El artículo fue recibido el 18 de marzo de 1925.
- R. Tomaschek Über Versuche zur Auffindung elektrodynamischer Wirkungen der Erdbewegung in großen Höhen II, Annalen der Physik, volumen 385, número 13, págs. 509–514 (1926)
- R. Tomaschek Über die Emission der Phosphore I. Verhalten des Samariums in Sulfiden und Sulfaten, Annalen der Physik Volumen 389, Número 19, págs. 329–383 (1927)
- Rudolf Tomaschek y Henriette Tomaschek Über die Emission der Phosphore II. Umwandlung der Teilbanden im Samariumsulfidspektrum, Annalen der Physik Volumen 389, Número 24, págs. 1047-1073 (1927)
- R. Tomaschek y W. Schaffernicht Zu den gravimetrischen Bestimmungsversuchen der absolun Erdbewegung, Astronomische Nachrichten, volumen 244, p. 257 (1932)
- R. Tomaschek y W. Schffernicht Ether-Drift and Gravity, Nature Volumen 129, 24-25 (1932)
- R. Tomaschek y W. Schaffernicht Oscilaciones de gravedad de marea, Nature Volumen 130, 165-166 (1932)
- R. Tomaschek y O. Deutschbein Über die Emission der Phosphore. III Verhalten des Samariums in den Oxyden der II. Gruppe, Annalen der Physik, volumen 408, número 8, págs. 930–948 (1933)
- R. Tomaschek y O. Deutschbein Fluorescencia de sales puras de tierras raras. Nature Volumen 131, 473-473 (1933)
- R. Tomaschek y O. Deutschbein Über den Zusammenhang der Emissions- und Absortsspektren der Salze der Seltenen Erden im festen Zustand I. Fremdstoffphosphore, Zeitschrift für Physik Volumen 82, números 5-6, 309-327 (1933) . Los autores fueron citados como en el Physikal. Instituto d. Universität, Marburg a. d. Lahn. El artículo fue recibido el 17 de febrero de 1933.
- R. Tomaschek Schwerkraftmessungen,  Die Naturwissenschaften Volumen 25, Número 12, págs. 177–185 (1937)
- R. Tomaschek Sobre la aplicación de espectros de fosforescencia a la investigación de la estructura de sólidos y soluciones, Trans. Sociedad Faraday  Volumen 35, 148 - 154 (1939)
- R. Tomaschek Inclinación no elástica de la corteza terrestre debido a distribuciones de presión meteorológica, Geofísica pura y aplicada Volumen 25, Número 1, 17-25 (1953). Se citó que el autor se encontraba en el Centro de Investigación de Anglo-Iranian Oil Co., Kirklington Hall, Nr. Newark Notts, Notts, Reino Unido.
- R. Tomaschek Inclinaciones de la Tierra en las Islas Británicas relacionadas con terremotos lejanos, Nature Volumen 176, 24 - 25 (1955). Se citó al autor como afiliado al Centro de Investigación de British Petroleum Company, Ltd., Kirklington Hall, cerca de Newark, Notts.
- R. Tomaschek Comportamiento fundamental de los resortes sensibles, J. Ciencia. Instrum Volumen 33, 78-81 (1955). Se citó que el autor estaba afiliado a British Petroleum Co., Ltd., Kirklington Hall, Nr. Newark, Notts. El artículo fue recibido el 18 de mayo de 1955.
- R. Tomaschek Medidas de la gravedad de las mareas en las Shetlands: efecto del eclipse total del 30 de junio de 1954, Nature Volumen 175, 937 - 939 (1955)
- R. Tomaschek Medidas de la gravedad de las mareas y deformaciones de carga en Unst (Shetlands), Geofísica pura y aplicada Volumen 37, Número 1, 55-78 (1957). El autor se encuentra en Loiberting 7, Breitbrunn/Chiemsee, (Alemania Occidental). El artículo fue recibido el 15 de junio de 1957.
- R. Tomaschek Grandes terremotos y las posiciones astronómicas de Urano, Nature Volumen 184, 177 - 178 (1959). Se citó que el autor se encontraba en Breitbrunn-Chiemsee, Baviera.
- R. Tomaschek y E. Groten Die Residualbewegungen in den Registrierungen der horizontalen Gezeitenkomponenten, Journal Pure and Applied Geophysics Volumen 56, Número 1, 1-15 (1963). Tomaschek fue identificado como en Breitbrunn-Chiemsee, y Groten fue identificado como en la Universidad Estatal de Ohio, Columbus, Ohio. El artículo fue recibido el 5 de julio de 1963.